# Razboj Župski
Razboj Župski (cyr. Разбој Жупски) – wieś w Bośni i Hercegowinie, w Republice Serbskiej, w gminie Srbac. W 2013 roku liczyła 312 mieszkańców.